# Presepe di Greccio
Il Presepe di Greccio è la tredicesima delle ventotto bellissime scene del ciclo di affreschi delle Storie di san Francesco della basilica superiore di Assisi (dedicata appunto a San Francesco), attribuiti a Giotto. Fu dipinta verosimilmente tra il 1295 e il 1299 e misura 230x270 cm.
Rappresenta il primo presepio vivente della Storia, allestito da San Francesco a Greccio (provincia di Rieti)

## Storia
Questo episodio appartiene alla serie della Legenda  di san Francesco: "Come il beato Francesco, in memoria del Natale di Cristo, ordinò che si apprestasse il presepe, che si portasse il fieno, che si conducessero il bue e l'asino; e predicò sulla natività del Re povero; e, mentre il santo uomo teneva la sua orazione, un cavaliere scorse il 'vero' Gesù Bambino in luogo di quello che il santo aveva portato."
Durante la notte di Natale del 1223, a Greccio (in provincia di Rieti, sulla strada che da Rieti prosegue verso la parte nord-occidentale della provincia omonima, di fronte al Monte Terminillo che si trova dalla parte esattamente opposta) Francesco rievocò la nascita di Gesù, organizzando una rappresentazione vivente di quell'evento. Secondo le agiografie, durante la Messa, sarebbe apparso nella culla un bambino in carne ed ossa, che Francesco prese in braccio. Da qui ebbe origine la tradizione del presepe natalizio, anche a quello vivente (fatto proprio a Greccio).
Nonostante le fonti, Giotto pone la scena nel presbiterio che ricorda la basilica inferiore di Assisi.
Già tra gli affreschi meno leggibili del ciclo, fu restaurato una prima volta nel 1798 dal Feta (resoconto pubblicato nel 1820).

## Descrizione
La scena è uno straordinario documento dell'epoca. Nessun pittore si era mai spinto a tanto realismo: lo spettatore osserva dalla parte di solito riservata ai soli sacerdoti e religiosi (da un ipotetico punto di vista nell'abside), dove sono rappresentati con minuzia le caratteristiche dell'ambiente oltre il tramezzo che lo separa dalla navata: un ciborio che ricorda quelli di Arnolfo di Cambio, i frati che cantano nel coro guardando al reggilibro in alto, un pulpito visto dal lato dell'ingresso ed una croce lignea sagomata appesa, vista dal dietro, con tutti i rinforzi, e sapientemente raffigurata obliqua mentre pende verso la navata.
Una folla di persone assiste alla scena in primo piano di Francesco con il santo Bambino tra le mani (provvisto pure lui di aureola) posto accanto ad una mangiatoia affiancata dal bue e l'asino, ma le donne non possono entrare e osservano dalla porta. Molto reale è la collocazione dei personaggi nello spazio, che appaiono su piani diversi senza dare l'effetto di librarsi nell'aria o di schiacciarsi l'uno sull'altro, come nelle tavole di pittori di poco più antiche. Solo i frati sporgono in alto perché sono in piedi sugli stalli del coro di cui si intuisce la presenza solo da un piccolo dettaglio accanto alla porta. Essi hanno le bocche aperte perché stanno cantando e lo sguardo diretto al badalone (leggio) con un codice che riporta le parole e la musica.
La stesura dimostra un ampio ricorso ad aiuti di bottega. Molte delle vesti dei personaggi, a tempera, avevano originariamente colori ben diversi da quelli oggi visibili. Gli studi recenti di Bruno Zanardi e Federico Zeri leggono nel particolare modo di eseguire gli incarnati un intervento di Pietro Cavallini.